# Joost Váhl
Herman Gyula (Joost) Váhl (Amsterdam, 8 december 1939 – Culemborg, 3 september 2024) was een Nederlandse stedenbouwkundige. Hij gold als pleitbezorger om de auto in het stadsverkeer terug te dringen, bijvoorbeeld door het aanleggen van verkeersdrempels en het instellen van woonerven.

## Biografie
Váhl was een zoon van de Hongaarse werktuigbouwkundige László Váhl (1907-1987) en de Nederlandse Elize de Roos (1911-1988). Tot april 1941 woonde het gezin Váhl op het Merwedeplein in Amsterdam. Zij waren daar de onderburen van de familie van Otto Frank en Edith Frank-Holländer. Anne Frank en Toosje Kupers pasten soms op Joost Váhl en zijn twee jaar oudere broer János László (Jan). Broer Jan Váhl (1937-2010) was later betrokken bij het Nationaal Bevrijdingsmuseum 1944-1945.
Joost Váhl studeerde bouwkunde aan de Technische Hogeschool Delft. Hij was een leerling van planoloog Niek de Boer. Hij was als stedenbouwkundige in dienst van de gemeenten Delft (1970-1972) en Gouda (1972-1977), het overheidsorgaan Zuidelijke IJsselmeerpolders (1977-1980) en de gemeenten Lelystad (1980-1985) en Culemborg (1986-2000). Váhl was zowel nationaal als internationaal adviseur voor ministeries, provincies en gemeentes.
Vanaf eind jaren zestig zocht hij naar mogelijkheden om de invloed van het toenemende gemotoriseerd verkeer op de kwaliteit van de openbare ruimte te verminderen. Zo plaatste hij in 1970 in Delft de eerste verkeersdrempel in Nederland. Door het inperken van de standaardmiddelen voor weginrichting, als borden en belijning, wilde hij met name beperking van de bewegingsvrijheid voor kinderen voorkomen. Zijn ingrepen trokken belangstelling in andere landen, met name in Frankrijk en Denemarken. Váhl was een van de grondleggers onder het in 1976 wettelijk vastgelegde begrip woonerf. Hij was zelf niet echt voorstander van deze term. In plaats van aparte, gescheiden zones zag hij liever menging van verschillende verkeerssoorten.
Joost Váhl overleed in 2024 op 84-jarige leeftijd.